# Уиллоби, Жоселин
Жоселин Уиллоби (англ. Jocelyn Willoughby; родилась 25 марта 1998 года в Ньюарке, штат Нью-Джерси, США) — американская профессиональная баскетболистка, выступавшая в женской национальной баскетбольной ассоциации за команду «Нью-Йорк Либерти». Она была выбрана на драфте ВНБА 2020 года в первом раунде под общим десятым номером клубом «Финикс Меркури». Играет в амплуа лёгкого форварда и атакующего защитника. В последнее время выступала в женской национальной баскетбольной лиге за команду «Аделаида Лайтнинг».

## Ранние годы
Жоселин родилась 25 марта 1998 года в городе Ньюарк (штат Нью-Джерси) в семье Кей Джея и Шерил Уиллоби, у неё есть старший брат, Келли, а училась она немного северо-западнее, в тауншипе Ливингстон, в Ньюаркской академии, в которой выступала за местную баскетбольную команду.